# Zafer Özgültekin
Zafer Özgültekin (ur. 10 marca 1975 w Sivasie) – turecki piłkarz występujący na pozycji bramkarza.

## Kariera klubowa
Zafer Özgültekin zawodową karierę rozpoczynał w 1995 roku w İskenderun Demir Çelikspor. Grał tam przez dwa sezony, po czym na taki sam okres przeniósł się do Kardemir Karabükspor. W 1999 roku turecki bramkarz podpisał kontrakt z MKE Ankaragücü. Przez pierwsze dwa lata spędzone w tym klubie pełnił rolę rezerwowego i rozegrał łącznie jedenaście ligowych spotkań. Miejsce w podstawowej jedenastce wywalczył sobie w sezonie 2001/2002, kiedy to zaliczył 25 występów. Łącznie w zespole z Ankary Özgültekin spędził sześć lat. W ich trakcie wystąpił w 111 pojedynkach tureckiej pierwszej ligi. Latem 2005 roku wychowanek İskenderun Demir Çelikspor odszedł do Kayseri Erciyesspor. Tam pierwszym golkiperem był jednak Khaled Fadhel, a w dodatku podczas sezonu 2006/2007 do klubu kupiono Orkuna Uşaka. Özgültekin przeszedł wówczas do drużyny Eskişehirspor, by po zakończeniu ligowych rozgrywek powrócić do MKE Ankaragücü. Tam Turek przegrał jednak rywalizację o miano pierwszego bramkarza ze swoim rodakiem – Serkanem Kırıntılım.

## Kariera reprezentacyjna
W reprezentacji Turcji zadebiutował 17 kwietnia 2002 roku w wygranym 2:0 towarzyskim spotkaniu przeciwko Chile. W tym samym roku Şenol Güneş powołał go do 23-osobowej kadry na mistrzostwa świata, na których Turcy wywalczyli brązowy medal. Na mundialu Özgültekin po Rüştü Reçberze oraz Ömerze Çatkıcu był trzecim bramkarzem swojego zespołu. Łącznie dla drużyny narodowej Özgültekin zaliczył pięć występów, ostatni z nich w 2003 roku.